# Хафізуллін Дінар Рамільович
Дінар Рамільович Хафізуллін (рос. Динар Рамилевич Хафизуллин; 5 січня 1989, м. Казань, СРСР) — російський хокеїст, захисник. Виступає за СКА (Санкт-Петербург) у Континентальній хокейній лізі. 
Вихованець хокейної школи «Ак Барс» (Казань). Виступав за «Ак Барс» (Казань), «Нафтовик» (Альметьєвськ), «Витязь» (Чехов). 
У складі молодіжної збірної Росії учасник чемпіонату світу 2009.
Досягнення
- Бронзовий призер молодіжного чемпіонату світу (2009).